# Virginia Leithäuser
Virginia Leithäuser (* 2003) ist eine deutsche Schauspielerin und Synchronsprecherin.

## Leben
Virginia Leithäuser hat seit Anfang der 2020er Jahre Rollen in deutschen Fernsehserien gespielt, unter anderem in Notruf Hafenkante oder Die Heiland – Wir sind Anwalt. 2022 war sie in dem Film Lehrer kann jeder! von Ingo Rasper in ihrer ersten Hauptrolle zu sehen, in der sie die Tochter des von Christoph Maria Herbst gespielten Protagonisten verkörperte. Regisseur Rasper drehte mit ihr im gleichen Jahr einen weiteren Film (Arbeitstitel Winterwalzer). Leithäuser wohnt in der Nähe von Berlin.

## Filmografie
- 2020: Sunny – Wer bist du wirklich? (Fernsehserie, 1 Folge)
- 2021: Die Heiland – Wir sind Anwalt (Fernsehserie, 1 Folge)
- 2022: Notruf Hafenkante (Fernsehserie, 1 Folge)
- 2022: Lehrer kann jeder! (Fernsehfilm)
- 2023: In aller Freundschaft (Fernsehserie, 1 Folge)
- 2023: Winterwalzer (Fernsehfilm)